# Stephan Hermlin
Stephan Hermlin [pseudónimo de Rudolf Leder] (Chemnitz, 13 de abril de 1915 - Berlín, 6 de abril de 1997) fue un escritor alemán. Autor de cuentos, ensayos, traducciones y poesía lírica, fue uno de los autores más conocidos en la antigua República Democrática Alemana.

## Biografía
Hijo de judíos inmigrantes, nació en lo que hoy es el estado federado de Sajonia, y creció tanto en Chemnitz como en Berlín. En 1931 se unió a las juventudes comunistas. Desde 1933, trabajó como aprendiz de impresor y huyó de la Alemania nazi en 1936. Quiso combatir en España en las Brigadas Internacionales en apoyo a la legalidad republicana durante la Guerra Civil, pero fue destinado al servicio de ambulancias de la 35.ª División internacional, dentro del servicio de Sanidad de las Brigadas. Después vivió en Palestina, Francia y Suiza hasta su regreso a Alemania en 1945, tras el final de la Segunda Guerra Mundial. Allí comenzó trabajando en una emisora en Fráncfort del Meno aunque posteriormente, en 1947, se trasladó a Berlín Este, donde fue colaborador de varias revistas como Täglichen Rundschau (diario de las fuerzas soviéticas en Berlín Este), Ulenspiegel, Aufbau y Sinn und Form.
Como escritor, en diciembre de 1962 se unió al grupo de escritores dedicado a la lectura de los jóvenes poetas, entre los que se encontraban Wolf Biermann, Volker Braun, Bernd Jentzsch, Sarah Kirsch y Karl Mickel en la Academia de Artes de la República Democrática Alemana. Este grupo, y la academia en su conjunto, estuvo a la vanguardia del incremento de la popularidad de la poesía lírica en la década de 1960 en la Alemania Oriental.
Fue crítico con la intervención de la Unión Soviética en la represión de la Primavera de Praga de 1968 y con la expulsión de Alemania Oriental del poeta contemporáneo, Wolf Biermann. A pesar de esas posiciones críticas, Hermlim mantuvo su vinculación con el régimen. Fue miembro de la Unión de Escritores de la RDA, la Academia de Artes de la RDA, y desde 1976, de la Academia de las Artes de Berlín Oeste

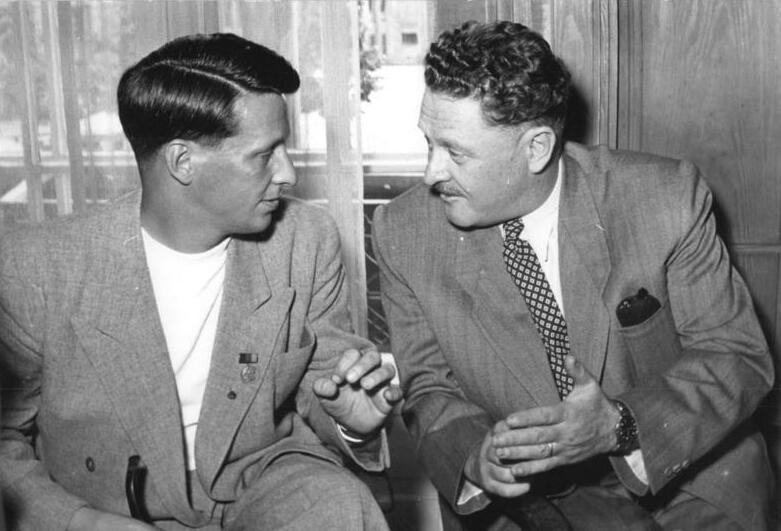
Stephan Hermlin (a la izquierda) con Nazım Hikmet, 1952.

## Obras
- Zwölf Balladen von den großen Städten, 1945
- Der Leutnant York von Wartenburg,  1946
- Die Straßen der Furcht, 1946
- Ansichten über einige neue Schriftsteller und Bücher (con Hans Mayer), 1947
- Reise eines Malers in Paris, 1947
- Die Zeit der Gemeinsamkeit, 1949
- Die erste Reihe,  1951
- Der Flug der Taube,  1952
- Die Vögel und der Test, 1958
- Begegnungen: 1954-1959, 1960
- Gedichte und Prosa, 1966
- Erzählungen, 1966
- Die Städte, 1966
- Scardanelli, 1969
- Lektüre: 1960-1971, 1974
- Die Argonauten, 1974
- Abendlicht, 1979
- Aufsätze, Reportagen, Reden, Interviews, 1980
- Gedichte, 1981
- Äußerungen 1944-1982,  1983
- Texte. Materialien. Bilder, 1985
- Lebensfrist, 1987
- Gedichte und Nachdichtungen, 1990
- Erzählende Prosa, 1990
- In den Kämpfen dieser Zeit, 1995
- Entscheidungen. Sämtliche Erzählungen, 1995